# Andrzej Nowosad
Andrzej Nowosad (ur. 1 kwietnia 1966, zm. 1 stycznia 2025) – polski literaturoznawca, doktor habilitowany nauk humanistycznych.

## Życiorys
W 1992 r. ukończył studia z zakresu filologii słowiańskiej na Uniwersytecie Jagiellońskim, w 1997 r. obronił pracę doktorską pt. Rozum i wiara w literaturze bułgarskiej i serbskiej XIV–XVI wieku, której promotorem był prof. Aleksander Naumow, w 2011 r. habilitował się na podstawie pracy zatytułowanej Media i władza w Bułgarii. Pracował na stanowisku adiunkta w Instytucie Dziennikarstwa, Mediów i Komunikacji Społecznej na Wydziale Zarządzania i Komunikacji Społecznej Uniwersytetu Jagiellońskiego.
Pochowany 9 stycznia na cmentarzu Prokocim (kwatera MUR A-segment 3-8/II).

## Publikacje
Monografie
- Nowosad, A., Wisła, R. (red.), (2016). Zróżnicowanie rozwoju współczesnej Europy. Kraków: Wydawnictwo Uniwersytetu Jagiellońskiego.
- Nowosad, A., (2008). Władza i media w Bułgarii. Kraków: Wydawnictwo Uniwersytetu Jagiellońskiego.

Artykuły w czasopismach naukowych
- Nowosad, A., (2019). Nieformalne komunikowanie o pracy w krajach bałkańskich. [w:] Media – Biznes – Kultura, nr 2(7), s. 95-112.
- Nowosad, A., (2017). Klastery medialne jako kapitał społeczny na Bałkanach. [w:] Media – Biznes – Kultura, nr 2(3), s. 17–30.
- Nowosad, A., (2016). Медиите в политическата система в Румъния (Media w systemie politycznym w Rumunii). [w:] Проглас, nr 1/16, s. 92–113.
- Mroczek, K., Nowosad, A., Tokarski, T. (2015). Oddziaływanie efektu grawitacyjnego na zróżnicowanie wydajności pracy w krajach bałkańskich. [w:] Gospodarka Narodowa, nr 2, s. 15–53.

Artykuły w pracach zbiorowych
- Filipowicz, K., Nowosad, A., Tokarski, T. (2017). Wpływ stopnia uzwiązkowienia na popyt na pracę w krajach OECD. [w:] E. Kwiatkowski (red.), Instytucje rynku pracy w krajach OECD istota tendencje i znaczenie ekonomiczne. Łódź: Wydawnictwo Uniwersytetu Łódzkiego.
- Nowosad, A., (2016). Grecja. [w:] A. Matykiewicz-Włodarska, M. Ślufińska (red.), Systemy medialne państw Unii Europejskiej, Kraje pierwszej piętnastki. Toruń: Wydawnictwo Adam Marszałek, s. 109–140.
- Nowosad, A., (2015). Dziennikarstwo na Bałkanach. [w:] K. Bernat, P. Urbaniak, K. Wolny-Zmorzyński (red.), Modele Współczesnego Dziennikarstwa. Wrocław: Wydawnictwo Uniwersytetu Wrocławskiego, s. 237–256.
- Nowosad, A., (2014). Rumunia. [w:] A. Matykiewicz-Włodarska, M. Ślufińska (red.), Systemy medialne państw Unii Europejskiej. Nowe kraje członkowskie. Toruń: Wydawnictwo Adam Marszałek, s. 239–266.
- Nowosad, A., (2014). Bułgaria. [w:] A. Matykiewicz-Włodarska, M. Ślufińska (red.), Systemy medialne państw Unii Europejskiej. Nowe kraje członkowskie. Toruń: Wydawnictwo Adam Marszałek, s. 9–38.
- Nowosad, A., (2012). Greckie dzieci wojny - paidomazoma i powrót do domu. [w:] B. Zieliński (red.), Przestrzenne kody tekstów, narracyjne kody przestrzeni. Poznań: Wydawnictwo Uniwersytetu Adama Mickiewicza, s. 292–308.
- Nowosad, A., (2011). Валери Дюма-Даскалова - малкото голямо творчество  (Valerie Dumas-Daskalova – mała wielka twórczość). [w:] Светът на словото. Сборник в чест на проф. Николай Даскалов.Търново: Издателство: УИ Св. св. Кирил и Методий-Велико, s. 94–145.
- Nowosad, A., (2008). Armenia – kraj między Europą a Azją. Kształtowanie modelu politycznego. [w:] J. Marszałek-Kawa (red.), Życie polityczne Azji, Realia i dążenia. Toruń: Wydawnictwo Adam Marszałek, s. 71–118.
- Nowosad, A., (2007). Media mniejszości i mniejszości w mediach w Bułgarii. [w:] J. Adamowski, K. Wolny-Zmorzyński (red.), Regionalne i lokalne środki przekazu, Kontekst międzynarodowy i krajowy. Warszawa: Oficyna Wydawnicza ASPRA-JR, s. 211–244.
- Nowosad, A., (2007). A słowo stało się obrazem. Mityzacja hiperkonsumpcji we wczesnych utworach Douglasa Couplanda. [w:] M. Gołuński, L. Wiśniewska (red.), Mity słowa, mity ciała. Bydgoszcz: Wydawnictwo Uniwersytetu Kazimierza Wielkiego, s. 269–282.
- Nowosad, A., (2007). Bułgaria i Rumunia jako nowi członkowie Unii Europejskiej. [w:] M. Musiał-Karg (red.), Europa XXI wieku, Perspektywy i uwarunkowania integracji europejskiej. Poznań: Wydawnictwo Uniwersytetu im. Adama Mickiewicza, s. 111–132.
- Nowosad, A., (2007). A Literary Discourse in the Information Age. [w:] H. Janaszek-Ivanickova (red.), The Horizons of Contemporary Slavic Comparative Literature Studies. Warszawa: Wydawnictwo Elipsa, s. 159–170.

Źródło:.